# Ansgar Striepens
Ansgar Striepens (* 7. April 1965 in Werne) ist ein deutscher Jazzmusiker (Posaune, Arrangements, Komposition, Orchesterleitung).

## Leben und Wirken
Striepens probierte in seiner Kindheit zahlreiche Instrument aus, bevor er sich mit zwölf Jahren für die Posaune entschied und darauf klassischen Unterricht erhielt. Daneben spielte er als Jugendlicher in Rock- und Funkbands Schlagzeug oder Bass. Mit 15 Jahren begann er sich für Jazz zu interessieren und nahm Unterricht bei Stefan Bauer, der ihn in die Dortmunder Jazzszene einführte. Mit 19 Jahren gewann Striepens den Landeswettbewerb Jugend jazzt und trat in das JugendJazzOrchester NRW ein. 1987 begann er sein Instrumentalstudium an der Musikhochschule Köln bei Jiggs Whigham. Als Student gründete er seine erste Jazzband, Ansgar Striepens & Jazz Interrogation, für die er auch komponierte. Er schloss ein Kompositionsstudium bei Jerry van Rooyen an. Später nahm er auch Unterricht bei Billy Dobbins und Bob Brookmeyer. 1999 veröffentlichte er gemeinsam mit Ed Partyka das Album Tunnel Vision – Music for Jazz Orchestra. 2002 folgte in Quintettbesetzung seine zweite CD, Dreams & Realities, an der als Gäste auch John Abercrombie und Lee Konitz mitwirkten.
1996 wurde Striepens als Professor für Jazzposaune an die Hochschule für Musik Franz Liszt Weimar  berufen. 1999 übernahm er zusätzlich die künstlerische Leitung des Jugendjazzorchesters Sachsen-Anhalt. 2004 kündigte er Striepens seine Professur, um sich wieder stärker seinem Instrument widmen zu können und auch vermehrt als Komponist und Arrangeur tätig zu werden. Bereits die erste Zusammenarbeit mit der WDR Big Band (und Sänger Götz Alsmann), die Produktion Winterwunderwelt mit überwiegend seinen Arrangements, war sehr erfolgreich; die 2006 veröffentlichte CD stand kurz vor Weihnachten desselben Jahres vier Wochen in den deutschen Album-Charts, verkaufte sich innerhalb des ersten Jahres mehr als 40.000 Mal und wurde mit einem vierfachen Jazz-Award ausgezeichnet. Produktionen mit Musikern wie Klaus Doldinger, Randy Brecker, Benny Golson, Helge Schneider, Culcha Candela, Nicholas Payton, Battista Lena, Stefan Bauer oder Theo Bleckmann, aber auch mit der hr-Bigband, Sarah Connor, Nina Hagen und dem Bujazzo folgten. 
Weiterhin schrieb er die Filmmusik zum preisgekrönten (Musik-)Kurzfilm „Ukulele Blues“ von Gil Mehmert.
Zum Sommersemester 2009 wurde er an die Folkwang Universität der Künste nebenberuflich als Professor für Jazzposaune und Ensembleleitung berufen und ist dort auch für das Folkwang Jazz Orchestra zuständig. 2013 wurde ihm der WDR-Jazzpreis für Komposition verliehen.
Striepens wird als Nachfolger von Jiggs Whigham ab 2020 das Bundesjazzorchester leiten.

## Ehrungen
Am 24. November 2022 wurde Striepens mit dem Verdienstorden des Landes Sachsen-Anhalt geehrt.

## Diskografie
- Dreams and Realities
- Unsung Heroes
- Tunnel Vision (mit Ed Partyka)

## Lexikalische Einträge
- Jürgen Wölfer: Jazz in Deutschland. Das Lexikon. Alle Musiker und Plattenfirmen von 1920 bis heute. Hannibal, Höfen 2008, ISBN 978-3-85445-274-4.